# Aletshausen
Aletshausen è un comune tedesco di 1 133 abitanti, situato nel land della Baviera.